# Robert Pine
Pour les articles homonymes, voir Pine.
Robert Pine, né le 10 juillet 1941 à Scarsdale (Etat de New York) est un acteur américain, notamment connu pour son interprétation du sergent Joseph Getraer dans la série télévisée CHiPs, de 1977 à 1983.

## Biographie
Granville Whitelaw Pine naît le 10 juillet 1941. Il est le fils d'un conseiller en propriété industrielle.
Après plusieurs petits rôles au cinéma et à la télévision, Robert Pine incarne le sergent Joseph Getraer dans la série télévisée CHiPs, de 1977 à 1983 sur NBC. Il rejoint ensuite le casting des séries Des jours et des vies en 1987 et Amour, Gloire et Beauté de 1988 à 2001. Dans les années 1980 et 1990, il fait de nombreuses apparitions dans les séries les plus populaires du moment, comme Arabesque, K 2000, MacGyver ou The Office.

## Vie privée
Il est marié à l'actrice Gwynne Gilford depuis 1969 et est le père de l'acteur Chris Pine.

## Filmographie

### Cinéma
- 1966 : La parole est au colt : Mitchell
- 1968 : Piège à San Francisco : Ed
- 1968 : La brigade des cow-boys : Collins
- 1973 : Un petit Indien (One Little Indian)
- 1975 : Le Jour du fléau : Apprentice
- 1977 : L'Empire des fourmis géantes : Larry Graham
- 1979 : Le Retour du gang des chaussons aux pommes (The Apple Dumpling Gang Rides Again) de Vincent McEveety :  Lt. Jim Ravencroft
- 1996 : Independence Day : Glenn Parness, chef de cabinet de la Maison Blanche
- 1997 : Below Utopia : Oncle Wilson
- 1998 : CHiPs '99 : Joseph Getraer
- 1999 : Y a-t-il un parrain pour sauver la mafia ? : Oz
- 2001 : Une Famille encombrante : Earl Sabistan
- 2001 : Le Bateau des ténèbres : Mike Kaplan
- 2001 : Contrat sans retour : Levine
- 2003 : Confidence : Mr. Lewis
- 2004 : Clipping Adam : Principal Briggs
- 2005 : Confessions : Sénateur Givens
- 2007 : Tant d'amour à donner : Dr. Micah Jackson
- 2007 : No Man's Land
- 2008 : No Man's Land Reeker II : Sherif McAllister
- 2009 : Harcelés (Lakeview Terrace) : Cpt Wentworth
- 2010 : Small Town Saturday Night : John Ryan
- 2013 : Jobs : Ed Woolard
- 2013 : Decoding Annie Parker de Steven Bernstein (en)
- 2021 : Being the Ricardos d'Aaron Sorkin
- 2022 : Lone Star : Saison 3 : Episode "Au nom du père" / Walter Strand

### Télévision

#### Séries télévisées
- 1967 : Des jours et des vies : Walker Coleman
- 1968 : Les Mystères de l'Ouest (The Wild Wild West) : Lieutenant Murray (La Nuit des Pistoleros, de Bernard McEveety, Saison 4, épisode 19)
- 1969 : Mannix : Eric Beckworth / Mike Gaynor (Saison 3, épisode 22)
- 1969 : Le Virginien : Scott Austin (Saison 7 épisode 19, The ordeal)
- 1969 : Bonanza : Steed Butler (Saison 10 épisode 26, Le Fugitif/The Running Man)
- 1976 : Drôles de dames : Dr. Conlan (Saison 1, épisode 11)
- 1977-1982 : Chips : Sergent Joseph Getraer (Saison 1 à saison 6)
- 1977 : Voyage dans l'inconnu : Lieutenant Stevens (Saison 1 épisode 8)
- 1977 : Drôles de dames : Andy Price (Saison 2, épisode 14)
- 1983-1986 : Magnum : Lieutenant Thomas Sullivan Magnum (flashback) (Saison 4, épisode 1 et Saison 7 épisode, 16)
- 1984 : Les Deux font la paire : Sinclair (Saison 2, épisode 6)
- 1984 : Sacrée Famille : Ian McCall (Saison 3, épisode 12)
- 1987 : Hoover vs. the Kennedys: The Second Civil War : John Fitzgerald Kennedy
- 1989 : Arabesque : Sen. Andrew Grainger (Saison 6, épisode 10)
- 1990 : La Loi de Los Angeles : (Saison 5, épisode 17)
- 1990 : MacGyver : Ralph Jerico (Saison 6, épisode 12)
- 1991 : Code Quantum : Ted (Saison 4, épisode 11)
- 1992 : High Secret City : La ville du grand secret : Bill McGrath (Saison 1, épisode 18)
- 1993 : Arabesque : Walter Gillrich (Saison 10, épisode 2)
- 1994 : Arabesque : Edgar Warner (Saison 1, épisode 8)
- 1995 : Murder One : Howard Resnick (Saison 1, épisode 9)
- 1995 : Le Rebelle : Juge Doug LeMay (Saison 4, épisode 1)
- 1995 : Arabesque : Graham Forbe (Saison 12, épisode 24)
- 1996 : Les Dessous de Palm Beach : Roger Sterling (Saison 6, épisode 4)
- 1997 : Michael Hayes : (Saison 1, épisode 18)
- 1997 : The Practice : John Monahan (Saison 2, épisode 21)
- 1997 : Chicago Hope : Frank Sardos (Saison 4, épisode 6)
- 1997 : Beverly Hills : Harold Kay (Saison 8, épisode 22)
- 2000 : Son of the Beach : Gouverneur Thomas (Saison 1, épisode 6)
- 2000 : Providence : (Saison 3, épisode 21)
- 2001 : Black Scorpion : Arthur Worth (Saison 1)
- 2001 : Star Trek: Enterprise : Tavin (Saison 1, épisode 17)
- 2001 : Division d'élite : (Saison 1, épisode 17)
- 2001 : La Guerre des Stevens : Specs Richardson (Saison 2, épisode 20)
- 2002 : Six Feet Under : Basil (Saison 2, épisode 7)
- 2002 : 24 Heures chrono : (Saison 2, épisode 21)
- 2002 : La Vie avant tout : (Saison 3, épisode 4)
- 2003 : NCIS : Enquêtes spéciales : (Saison 1, épisode 5)
- 2004 : Le Monde de Joan: Mr Sanders : (Saison 2, épisode 6)
- 2005 : Esprits criminels : Doug Gregory (Saison 1, épisode 20)
- 2005 : Larry et son nombril : Ben Hogan (Saison 5, épisode 10)
- 2006 : Vanished : Mr McNeil (Saison 1, épisode 2)
- 2006 : Big Love : Stuart Kimball (Saison 1, épisode 11)
- 2006 : Cold Case : affaires classées : Carl Bradley(Saison 4 épisode 7)
- 2007 : Journeyman : Dennis Almbacher (Saison 1, épisode 11)
- 2008 : Leverage - Les Justiciers : Jenkins (Saison 1, épisode 2)
- 2009 : Castle : Gerry Finnegan (Saison 2, épisode 4)
- 2009 : The Office : Le père de Jim (Saison 6, épisode 4)
- 2010 : The Event : Chef Justice (Saison 1, épisode 19)
- 2010 : The Defenders : Judge Bronson (Saison 1, épisode 2)
- 2010 : Mentalist : Tom Mitchell (Saison 3, épisode 11)
- 2010 : The Office : Gerald Halpert (Saison 7, épisode 7)
- 2010 : Les Experts : Docteur Corey (Saison 11, épisode 15)
- 2011 : Desperate Housewives : Dr. Delson (Saison 8, épisode 14)
- 2011 : Dr House : Le Grand-Père de Drew (Saison 8, Épisode 7)
- 2012 : Private Practice : Jim Wallace (Saison 6, épisode 3)
- 2012 : Bones : Reggie (Saison 8, épisode 22)
- 2014-2015 : Finding Carter : Buddy (Saison 1 épisodes1 - 4 - 7 et saison 2, épisode 1-3)
- 2017 : Grey's Anatomy : Vincent (Saison 12, épisode 21)
- 2017 : Veep : l'ex-président Stevenson (Saison 6, épisode 2)
- 2018 : Charmed 2018 : Professeur Taine (Saison 1, épisode 1)
- 2021 : Magnum : Danny Braddock (Saison 4, épisode 17)
- 2022 : Five Days at Memorial : Horace Baltz

#### Téléfilms
- 1970 : La Fraternité ou la Mort : Phillip Dunning
- 1993 : Prophet of Evil : The Ervil LeBaron Story
- 2002 : Le Bateau des ténèbres (Lost Voyage) : Mike Kaplan
- 2003 : Le Destin d'Audrey : Révérend Cole
- 2004 : Une leçon de courage : Douglas McCloud
- 2005 : Terrain hostile : Donald Richardson
- 2007 : Un mariage pour Noël (All I Want for Christmas) : Arthur Nelson
- 2007 : Secrets de jeunesse (Dead Write) : Christopher
- 2012 : Mon Père Noël bien-aimé (Matchmaker Santa) : Jack Tisdale
- 2014 : L'étrange Noël de Lauren (Christmas Under Wraps) : Henry Brunel
- 2017 : Le Voyage surprise de Noël (Romance at Reindeer Lodge) : Chris